# 瑞雲ジャンクション
瑞雲ジャンクション（ソウンジャンクション）は大韓民国京畿道富川市にある首都圏第一循環高速道路（100号線）と京仁高速道路（120号線）を接続するジャンクションである。

## 接続している路線

### 九里・高陽方面
- 首都圏第一循環高速道路（23番）

### 仁川・ソウル方面
- 京仁高速道路（5番）

## 隣
首都圏第一循環高速道路
(22) 桂陽IC - (23) 瑞雲JCT - (24) 中洞IC
京仁高速道路
(4) 富平IC - 仁川料金所 - (5) 瑞雲JCT - (6) 富川IC